# 閻嘉祥
閻嘉祥，雲南昆明人，清朝政治人物。監生出身。
光緒二十七年六月，接替薛葆楹。擔任江蘇荆溪縣知縣，未任卒。后由劉樹仁接任。